# Tadarida latouchei
Tadarida latouchei é uma espécie de morcego da família Molossidae. Pode ser encontrada na China, Laos e Tailândia.